# 13303 Asmitakumar
13303 Asmitakumar eller 1998 RX32 är en asteroid i huvudbältet som upptäcktes den 14 september 1998 av LINEAR i Socorro County, New Mexico. Den är uppkallad efter Asmita Kumar.
Asteroiden har en diameter på ungefär 4 kilometer.